# Parník Bohemia
Kolesový parník Bohemia byl postaven jako vůbec první český parník. Na vodu poprvé vyplul v květnu roku 1841. Byl určen pro paroplavbu na Vltavě a Labi mezi Obřístvím a Drážďany. Za jeho autory jsou pokládáni Angličané John Andrews, plavební podnikatel, a Joseph John Ruston, stavitel prvních českých parníků. Provoz parníku Bohemia byl ukončen roku 1856, avšak jeho parní stroj pohání dodnes saský parník Diesbar.

## Historie
U zrodu parníku Bohemia stáli John Andrews (1787–1847), anglický podnikatel a zakladatel paroplavebních podniků, a Joseph John Ruston (1809–1895), konstruktér a stavitel prvních českých parníků a Andrewsův společník. Pro počátky paroplavby u nás bylo důležité podmíněné privilegium, které Andrews získal roku 1839 a které ho opravňovalo k provozování paroplavby na Vltavě a Labi až po saskou hranici po dobu 15 let. Na základě tohoto privilegia mohl stavitel J. J. Ruston začít stavět první český parník Bohemia. Pronajal si pro jeho stavbu pozemek Invalidovny v Karlíně a zřídil na něm improvizovanou loděnici. Kovové díly pro parník byly vyrobeny pravděpodobně v nedaleké strojírně Edwarda Tomase. Měkké i tvrdé dříví na obšívku a palubu lodi pocházelo nejspíš od zkušeného českého stavitele a loďmistra Vojtěcha Lanny staršího. Parní stroj a kotel pocházel z firmy John Penn a syn z Greenwiche v Anglii. Předepsanou komisionální plavbu vykonal parník na trati Obříství–Drážďany 26. května 1841. Pravidelné plavby na téže trase byly zahájeny 12. června roku 1841. Parník plul na těchto pravidelných plavbách až do 3. února roku 1851, kdy byl Rustonem odprodán spolu s dalšími dvěma parníky Sasko-české paroplavební společnosti (SBDG, Sächsisch Böhmische Dampfschiffahrtsgesellschaft).. K vyřazení parníku z provozu SBDG došlo roku 1856 v Drážďanech. Nicméně precizně vyrobený a velmi lehký parní stroj byl přenesen do parníku Pillnitz společnosti SDBG, který byl později přejmenován na parník Diesbar a v němž parní stroj funguje dodnes.

## Technický popis
Parník Bohemia měřil na délku 37,51 m a na šířku i včetně kolesnic 8,64 m. Ponor prázdné lodi činil 0,38 m a obsazené 0,46 m, což bylo velmi důležité pro proplutí mělkým korytem Vltavy a Labe. Výkon parního stroje představoval 30 nominálních koní. Maximální počet cestujících byl stanoven na 140 a k tomu 10 osob posádky. Průměrná cestovní rychlost po proudu činila 15,2 km/h, proti proudu 9,5 km. Nejvyšší rychlost v klidné vodě pak 17 km/h. Loď byla členěná na horní otevřenou palubu určenou zhruba pro 60 osob. Dále na otevřenou příď, kuchyň, salon 2. třídy pro 30 osob, přední kajutu posádky a sklad, strojovnu s kotelnou, zadní kajutu posádky, oddělení pro 12 dam, salon 1. třídy pro 40 osob a toalety. Na špici přídě byla umístěna dřevěná postříbřená socha českého lva.

## Využití
Trasa pravidelných plaveb byla Andrewsem zvolena z Obříství (7,5 km od Mělníka) do Drážďan. Pro cestující z Prahy byla zajišťovaná kombinovaná doprava dostavníkem po silnici do Obříství. Ta byla nejméně o dvě hodiny kratší, než kdyby parník odplouval z Podbaby u Prahy.
Hned v červnu roku 1841, kdy byly zahájeny pravidelné plavby Obříství-Drážďany, vykonal parník Bohemia těchto plaveb celkem 5. Do konce roku 1841 vykonal podle dobových zpráv plaveb do Drážďan a zpět celkem 35. Plavby byly plánovány tak, že v obou koncových místech strávil parník celý den, aby bylo dost času na doplnění paliva, potravin a vody. Plavba proti proudu trvala zhruba 19 hodin. Na českém území plul parník s vyvěšenou českou zemskou vlajkou, za hranicemi pak s vlajkou Rakouska. Průměrná cena jízdenky v 1. a 2. třídě byla tehdy 7 zlatých.
Z novinových zpráv je zřejmé, že mezi lety 1841 až 1846 trvale stoupal zájem o tyto plavby, a tím pádem i zisky Andrewse a jeho společníka Rustona. Přesný počet přeplavených osob ani zisky však neznáme. Ukončení Andrewsova podniku bylo způsobeno expanzí Saské paroplavební společnosti a obavami, že po zřízení železniční dráhy mezi Prahou a Drážďany dojde k odlivu cestujících.